# Joseph av Österrike
Joseph av Österrike Joseph August Viktor Klemens Maria, född 9 augusti 1872, död 6 juli 1962, var en österrikisk ärkehertig och militär.
Joseph var son till Josef Karl av Österrike. Han utnämndes 1918 till ärkehertig, deltog som kavallerigeneral i första världskriget vid olika fronter och blev fältmarskalk 1918. Joseph sändes efter sammanbrottet 1918 av kejsaren som "homo regius" till Ungern men tillbakavisades av Mihály Károlyi. Efter kuvandet av den ungerska revolutionen var Joseph 7–23 augusti 1919 riksföreståndare där. Hans tillbakaträdande följde efter påtryckning från ententen. Från 1926 utgav han på ungerska en brett upplagd, med sensationella uppgifter späckad framställning av sina minne från första världskriget.
Gift 1893 med Auguste av Bayern (1875–1964), dotter till Leopold av Bayern (1846–1930) och hans maka ärkehertiginnan Gisela av Österrike, som var dotter till kejsar Frans Josef I av Österrike.

## Barn
- Josef Franz av Österrike (1895–1957); gift 1924 med Anna av Sachsen (1903–1976)
- Gisela (1897–1901)
- Sophie (1899–1978)
- Ladislaus (1901–1946)
- Matthias (1904–1905)
- Magdalena (1909–2000)